# Dogfight - Una storia d'amore
Dogfight - Una storia d'amore (Dogfight) è un film girato nel 1991 scritto da Bob Comfort e diretto da Nancy Savoca. Il film ha per protagonista River Phoenix.

## Trama
Il film si svolge nel 1963 a San Francisco. Protagonista della storia è Eddie Birdlace, giovane marine in partenza per il Vietnam del Sud. La pellicola si basa sull'incontro fra Eddie e Rose, ragazza maldestra e non particolarmente bella, sempre beffeggiata e presa di mira da altri marines, amici di Eddie. Nonostante Rose sia poco bella e in parte timida riuscirà a catturare le attenzioni del protagonista e l'incontro porterà Eddie a volere bene alla ragazza.